# Erftstadt
Erftstadt é uma cidade da Alemanha, localizado no distrito do Reno-Erft, Renânia do Norte-Vestfália.
A cidade foi muito danificada pelas inundações de julho de 2021.